# Tournoi des Cinq Nations 1912
Navigation
Tournoi 1911 Tournoi 1913
Le Tournoi des Cinq Nations 1912 se déroule du 1er janvier au 8 avril 1912 et voit la victoire conjointe de l'Angleterre et de l'Irlande. La France se voit attribuer sa deuxième Cuillère de bois après celle de 1910.

## Classement
| Rang | Nation             | J | V | N | D | Pm | Pe | Diff | Pts |
| ---- | ------------------ | - | - | - | - | -- | -- | ---- | --- |
| 1    | Angleterre         | 4 | 3 | 0 | 1 | 44 | 16 | +28  | 6   |
| 1    | Irlande            | 4 | 3 | 0 | 1 | 33 | 34 | -1   | 6   |
| 3    | Écosse             | 4 | 2 | 0 | 2 | 53 | 37 | +16  | 4   |
| 3    | Pays de Galles (T) | 4 | 2 | 0 | 2 | 40 | 34 | +6   | 4   |
| 5    | France             | 4 | 0 | 0 | 4 | 25 | 74 | -49  | 0   |

|  | Vainqueurs ex æquo du Tournoi |
|  | T : Tenant du titre 1911.     |

- Attribution des points de classement (Pts) :
2 points pour une victoire, 1 point en cas de match nul, rien pour une défaite.
- Règles de classement :

1. points de classement
2. titre partagé.

- L'Angleterre vainqueure ex æquo a la meilleure défense et réalise la plus grande différence de points tandis que la meilleure attaque est à mettre au crédit de l'Écosse, bien qu'elle ne finisse que troisième.

## Les matches
À l'époque, le décompte des points est le suivant : un essai vaut trois points, une transformation deux points, une pénalité trois points et un drop quatre points.

### France - Irlande
| Lundi 1er janvier 1912 Beau temps | France Capitaine : Communeau | 6 - 11 (6-11) | Irlande Capitaine :D Lloyd                                               | Parc des Princes, Paris Bon terrain 18 000 spectateurs Arbitre : A Jones |
| Lundi 1er janvier 1912 Beau temps | Essai(s) : 2 Dufau, Paoli    |               | Essai(s) : 3 A Foster, R Lloyd, A Taylor Transformation(s) : 1/3 R Lloyd | Parc des Princes, Paris Bon terrain 18 000 spectateurs Arbitre : A Jones |
| Lundi 1er janvier 1912 Beau temps |                              |               |                                                                          | Parc des Princes, Paris Bon terrain 18 000 spectateurs Arbitre : A Jones |

### Écosse - France
| Samedi 20 janvier 1912 Beau temps | Écosse Capitaine : MacCallum                                                                                              | 31 - 3 (13-3) | France Capitaine : J Dedet | Inverleith, Édimbourg Bon terrain 20 000 spectateurs Arbitre : J Tulloch |
| Samedi 20 janvier 1912 Beau temps | Essai(s) : 6 A Gunn, J Pearson, W Sutherland 2, F Turner, J Will Transformation(s) : 5/6 F Turner Pénalité(s) : J Pearson |               | Essai(s) : Communeau       | Inverleith, Édimbourg Bon terrain 20 000 spectateurs Arbitre : J Tulloch |
| Samedi 20 janvier 1912 Beau temps | |               |                            | Inverleith, Édimbourg Bon terrain 20 000 spectateurs Arbitre : J Tulloch |

### Angleterre - pays de Galles
| Samedi 20 janvier 1912 | Angleterre Capitaine : R Dibble                              | 8 - 0 | Pays de Galles Capitaine : D Owen | Stade de Twickenham, Londres 20 000 spectateurs Arbitre : J Tulloch |
| Samedi 20 janvier 1912 | Essai(s) : 2 Brougham, Pym Transformation(s) : 1/2 F Chapman |       |                                   | Stade de Twickenham, Londres 20 000 spectateurs Arbitre : J Tulloch |
| Samedi 20 janvier 1912 |                                                              |       |                                   | Stade de Twickenham, Londres 20 000 spectateurs Arbitre : J Tulloch |

### Pays de Galles - Écosse
| Samedi 3 février 1912 | Pays de Galles Capitaine : D Owen                                                                       | 21 - 6 (7-3) | Écosse Capitaine : MacCallum  | St Helens Rugby and Cricket Ground, Swansea 30 000 spectateurs Arbitre : F Potter-Irwin |
| Samedi 3 février 1912 | Essai(s) : 3 G Hirst, I Morgan, R Plummer Transformation(s) : 2/3 J Bancroft Drop(s) : 2 F Birt, W Trew |              | Essai(s) : 2 E Milroy, J Will | St Helens Rugby and Cricket Ground, Swansea 30 000 spectateurs Arbitre : F Potter-Irwin |
| Samedi 3 février 1912 | |              |                               | St Helens Rugby and Cricket Ground, Swansea 30 000 spectateurs Arbitre : F Potter-Irwin |

### Angleterre - Irlande
| Samedi 10 février 1912 | Angleterre Capitaine : R Dibble                                  | 15 - 0 (3-0) | Irlande Capitaine : A Foster | Stade de Twickenham, Londres 25 000 spectateurs Arbitre : T Schofield |
| Samedi 10 février 1912 | Essai(s) : 5 J Birkett, H Brougham Poulton-Palmer, A Roberts (2) |              |                              | Stade de Twickenham, Londres 25 000 spectateurs Arbitre : T Schofield |
| Samedi 10 février 1912 |                                                                  |              |                              | Stade de Twickenham, Londres 25 000 spectateurs Arbitre : T Schofield |

### Irlande -Écosse
| Samedi 24 février 1912 | Irlande Capitaine : D Lloyd                                 | 10 - 8 (7-3) | Écosse Capitaine : MacCallum                                    | Lansdowne Road, Dublin Arbitre : F Potter-Irwin |
| Samedi 24 février 1912 | Essai(s) : A Foster Pénalité(s) : R Lloyd Drop(s) : R Lloyd |              | Essai(s) : 2 F Turner, J Will Transformation(s) : 1/2 MacCallum | Lansdowne Road, Dublin Arbitre : F Potter-Irwin |
| Samedi 24 février 1912 |                                                             |              |                                                                 | Lansdowne Road, Dublin Arbitre : F Potter-Irwin |

### Irlande - pays de Galles
| Samedi 9 mars 1912 | Irlande Capitaine : D Lloyd                                     | 12 - 5 (0-5) | Pays de Galles Capitaine : J Bancroft              | Balmoral Showgrounds, Belfast Arbitre : J Dallas |
| Samedi 9 mars 1912 | Essai(s) : 2 G Brown, C MacIvor Transformation(s) : 1/2 R Lloyd |              | Essai(s) : W Davies Transformation(s) : J Bancroft | Balmoral Showgrounds, Belfast Arbitre : J Dallas |
| Samedi 9 mars 1912 |                                                                 |              |                                                    | Balmoral Showgrounds, Belfast Arbitre : J Dallas |

### Écosse - Angleterre
| Samedi 16 mars 1912 | Écosse Capitaine : MacCallum                                           | 8 - 3 | Angleterre Capitaine : R Dibble | Inverleith, Édimbourg 25 000 spectateurs Arbitre : F Gardiner |
| Samedi 16 mars 1912 | Essai(s) : 2 W Sutherland, C Usher Transformation(s) : 1/2 J MacCallum |       | Essai(s) : D Holland            | Inverleith, Édimbourg 25 000 spectateurs Arbitre : F Gardiner |
| Samedi 16 mars 1912 |                                                                        |       |                                 | Inverleith, Édimbourg 25 000 spectateurs Arbitre : F Gardiner |

### Pays de Galles - France
| Lundi 25 mars 1912 Beau temps | Pays de Galles Capitaine : T Vile                                                           | 14 - 8 (6-8) | France Capitaine :Lane                                       | Rodney Parade, Newport Bon terrain 10 000 spectateurs Arbitre : J Dallas |
| Lundi 25 mars 1912 Beau temps | Essai(s) : 4 E Davies 2 J Jones, R Plummer Transformation(s) : 1/4 H Thomas Drop(s) : Lloyd |              | Essai(s) : 2 Larribau, Lesieur Transformation(s) : 1/2 Boyau | Rodney Parade, Newport Bon terrain 10 000 spectateurs Arbitre : J Dallas |
| Lundi 25 mars 1912 Beau temps |                                                                                             |              |                                                              | Rodney Parade, Newport Bon terrain 10 000 spectateurs Arbitre : J Dallas |

### France - Angleterre
| Lundi 8 avril 1912 Beau temps | France Capitaine : Lane                                    | 8 - 18 (0-14) | Angleterre Capitaine : N Wodehouse                                                                              | Parc des Princes, Paris Bon terrain 16 803 spectateurs Arbitre : T Schofield |
| Lundi 8 avril 1912 Beau temps | Essai(s) : 2 Failliot, Dufau Transformation(s) : 1/2 Boyau |               | Essai(s) : 4 J Birkett, H Brougham J Eddison, A Roberts Transformation(s) : 1/4 C Pillman Drop(s) : H Coverdale | Parc des Princes, Paris Bon terrain 16 803 spectateurs Arbitre : T Schofield |
| Lundi 8 avril 1912 Beau temps |                                                            |               | | Parc des Princes, Paris Bon terrain 16 803 spectateurs Arbitre : T Schofield |